# J. Thomas Looney
J. Thomas Looney, nome completo John Thomas Looney (South Shields, 14 agosto 1870 – Swadlincote, 17 gennaio 1944), è stato uno scrittore britannico.

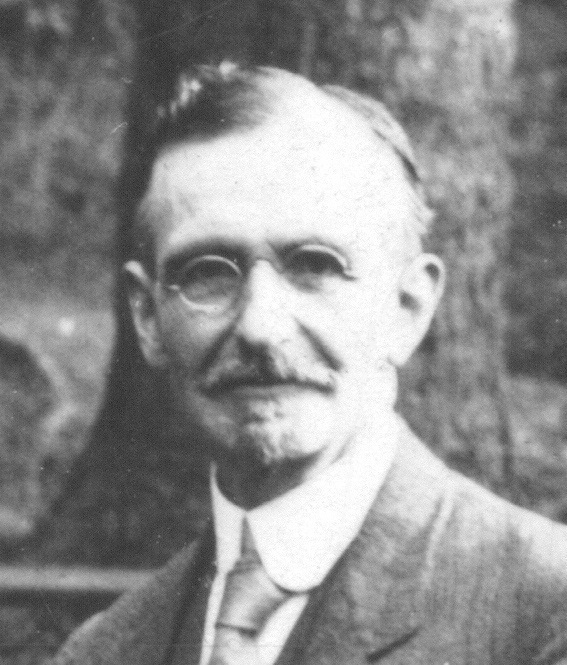
J. Thomas Looney

Principalmente noto per aver formulato la famigerata teoria oxfordiana secondo la quale William Shakespeare non avrebbe scritto di suo pugno le sue opere, ma queste gli sarebbero giunte, per mano del drammaturgo Ben Jonson, dal nobiluomo Edward de Vere. La sua opera Shakespeare identified ha ispirato il regista germano-statunitense Roland Emmerich per la realizzazione del film Anonymous del 2011.

## Opere
- Looney, J. Thomas. "Shakespeare" identified in Edward De Vere, the seventeenth earl of Oxford. London: C. Palmer, New York: Frederick A. Stokes Co. (1920)
- Looney, J. Thomas, ed. The poems of Edward De Vere, seventeenth earl of Oxford. London: C. Palmer (1921)